# Kensington (Prince Edward Island)
Kensington is een plaats (town) in de Canadese provincie Prince Edward Island en telt 1485 inwoners (2006). De oppervlakte bedraagt 2,26 km².